# وادو (حقبة)

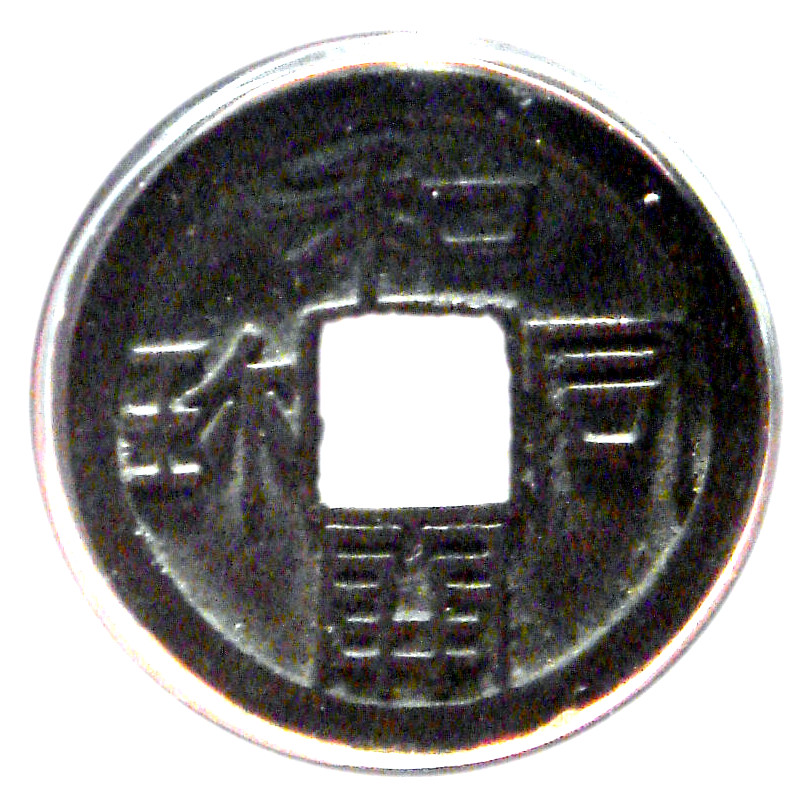
عملة يابانية وادوكايشين يابانية

وادو هو أحد عصور اليابان 年号 ( نينغو - حرفيا "اسم العام أو السنة") بعد عصر كِيون وقبل عصر رايكي. هذا العصر يغطي الفترة من شهر 22 مارس إلى شهر 22 مارس. والإمبراطورة الحاكمة هي غيميه (元明天皇).